# Читинская область

карта Читинской области

Чити́нская о́бласть — бывший субъект Российской Федерации, входивший в состав Сибирского федерального округа и располагавшийся в восточной части Забайкалья.
Первоначально область была образована 5 марта 1934 года в составе Восточно-Сибирского края РСФСР, однако уже 7 декабря того же года была упразднена. Вновь образована 26 сентября 1937 года уже как самостоятельный регион РСФСР. Административный центр — город Чита.
На территории области располагался Агинский Бурятский автономный округ, который получил статус равноправного субъекта Российской Федерации в 1993 году, но территориально входил в состав Читинской области.
1 марта 2008 года Читинская область, в результате её объединения с Агинским Бурятским автономным округом, была упразднена с образованием Забайкальского края.

## География
Территория бывшей Читинской области расположена в Восточном Забайкалье.
Основные реки — Ингода, Онон, Шилка и Аргунь (истоки Амура), Хилок и Чикой (притоки Селенги), Олёкма и Витим (притоки Лены).
Крупнейшие озёра — Барун-Торей, Зун-Торей, Б. Леприндо, Леприндокан, Ничатка, Ивано-Арахлейские озёра, Арей, Кенон.

## Население
| 1959      | 1970      | 1979      | 1987      | 1989      | 1990      | 1995      | 2000      | 2002      | 2005      | 2008      |
| --------- | --------- | --------- | --------- | --------- | --------- | --------- | --------- | --------- | --------- | --------- |
| 1 036 387 | 1 144 918 | 1 233 405 | 1 361 000 | 1 377 975 | 1 320 562 | 1 256 389 | 1 192 819 | 1 155 346 | 1 135 721 | 1 118 931 |

Плотность населения — 2,6 чел./км² (2005), удельный вес городского населения — 63,6 % (2005).

### Национальный состав
Согласно Всероссийской переписи населения 2002 года, национальный состав населения области был следующим:
| Народ    | Численность в 2002 году, тыс. |
| -------- | ----------------------------- |
| Русские  | 89,8 %                        |
| Буряты   | 6,1 %                         |
| Украинцы | 1 %                           |
| Татары   | 0,7 %                         |
| Армяне   | 0,31 %                        |
| Чуваши   | 0,11 %                        |

## Административное деление

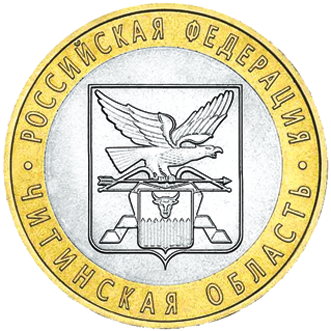
Реверс памятной 10-рублёвой монеты Банка России с изображением герба Читинской области.

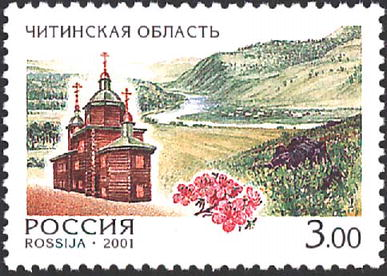
Церковь декабристов, долина реки Ингода и рододендрон даурский на почтовой марке России 2001 года из серии «Россия. Регионы», посвящённой Читинской области

- Акшинский район
- Александрово-Заводский район
- Балейский район
- Борзинский район
- Газимуро-Заводский район
- Забайкальский район
- Каларский район
- Калганский район
- Карымский район
- Краснокаменский район
- Красночикойский район
- Кыринский район
- Могочинский район
- Нерчинский район
- Нерчинско-Заводский район
- Оловяннинский район
- Ононский район
- Петровск-Забайкальский район
- Приаргунский район
- Сретенский район
- Тунгиро-Олёкминский район
- Тунгокоченский район
- Улётовский район
- Хилокский район
- Чернышевский район
- Читинский район
- Шелопугинский район
- Шилкинский район

### Населённые пункты
По данным переписи населения 2002 года в Читинской области было 10 городов, 44 посёлка городского типа и 752 сельских населённых пункта. В таблице ниже приведены крупнейшие населённые пункты области, в том числе все города (выделены жирным шрифтом).

## Упразднение Читинской области
1 марта 2008 года в результате решения на основе референдума народов Агинского Бурятского автономного округа и Читинской области был образован Забайкальский край.
Предварительная работа по объединению Агинского Бурятского автономного округа и Читинской области была начата на уровне властей регионов в апреле 2006 года. Глава администрации Агинского Бурятского АО Баир Жамсуев, Губернатор Читинской области Равиль Гениатулин, Главы региональных парламентов Анатолий Романов и Даши Дугаров обратились с письмом к Президенту России Владимиру Путину, и 17 ноября 2006 года он поддержал эту инициативу. Референдум об объединении состоялся 11 марта 2007 года.
В Агинском Бурятском автономном округе за объединение высказались 94 % (38 814 избирателей), против — 5,16 % (2129 избирателей), в референдуме приняли участие 82,95 % избирателей округа.

В Читинской области ответили «Да» на вопрос:
«Согласны ли вы, чтобы Читинская область и Агинский Бурятский автономный округ объединились в новый субъект Российской Федерации — Забайкальский край, в составе которого Агинский Бурятский автономный округ будет являться административно-территориальной единицей с особым статусом, определяемым уставом края в соответствии с законодательством Российской Федерации?»
В Читинской области за объединение высказались 90,29 % (535 045 избирателей), против — 8,89 % (52 698 избирателей), в референдуме приняли участие 72,82 % избирателей области.
23 июля 2007 года Президент России Владимир Путин подписал федеральный конституционный закон «Об образовании в составе Российской Федерации нового субъекта Российской Федерации в результате объединения Читинской области и Агинского Бурятского автономного округа», принятый Государственной думой 5 июля 2007 года и одобренный Советом Федерации 11 июля 2007 года.